# NGC 3443
NGC 3443 este o galaxie spirală situată în constelația Leul. A fost descoperită în 24 aprilie 1887 de către Lewis A. Swift. Se află la o distanță de 25,7 de megaparseci de Pământ.